# Брайман, Герман
Ге́рман Бра́йман (нем. Hermann Breymann; 3 июля 1842, Oker, Нижняя Саксония — 6 сентября 1910, Бад-Райхенхалль, Королевство Бавария) — немецкий филолог и лингвист, педагог.

## Биография
Герман Брайман родился 3 июля 1842 года в Окере (нем. Oker; Гослар). Учился в Гёттингенском университете на кафедре Теодора Мюллера (нем. Theodor Müller) и в 1868 году защитил там докторскую диссертацию.
После этого работал профессором английского и французского языков в Мюнхенском университете.
Герман Брайман умер 6 сентября 1910 года в Бад-Райхенхалле.